# Oxy-Schörl
Das Mineral Oxy-Schörl ist ein recht seltenes Ringsilikat aus der Turmalingruppe mit der idealisierten chemischen Zusammensetzung Na(Fe2+2Al)Al6(Si6O18)(BO3)3(OH)3O.
Anhand äußerer Kennzeichen ist Oxy-Schörl nicht von anderen schwarzen Turmalinen wie Schörl, Fluor-Schörl, Luinait-(OH) oder eisenreichen Dravit zu unterscheiden. Sie  kristallisieren mit trigonaler Symmetrie und bilden schwarze, oft gut ausgebildete, prismatische Kristalle von einigen Zentimetern Größe. Die Prismenflächen zeigen oft eine deutliche Streifung in Längsrichtung. Im Dünnschliff zeigen sie einen sehr starken Pleochroismus von blass gelblich oder bräunlich nach intensiv grün oder blaugrün. Wie alle Minerale der Turmalingruppe sind sie pyroelektrisch und piezoelektrisch.
Oxy-Schörl ist nur an wenigen Fundorten weltweit zweifelsfrei nachgewiesen worden, vermutlich aber recht verbreitet. Typlokalitäten sind der metasomatisch veränderte Rhyolithe des aufgelassenen Marianna Stollens nordwestlich von Zlatá Idka nahe Košice im Slowakischen Erzgebirge in der Ostslowakei sowie der Aufschluss eines Muskowit-Turmalin-Orthogneises der Tisá skála bei Přibyslavice nahe Kutná Hora in der mittelböhmischen Region, Tschechien.

## Etymologie und Geschichte
Einen der ersten Hinweise auf ein hypothetisches Oxy-Schörl-Endglied lieferte eine statistische Analyse zahlreicher Turmalinanalysen, die Foit und Rosenberg 1977 publizierten. Ähnliche Untersuchungen der Zusammensetzungen von Turmalinen aus Irland ergaben, dass der Ersatz von Fe2+ durch Al3+ gleichermaßen mit einem Verlust von Protonen (Oxy-Schörl) wie auch Na (Foitit) einhergeht. In den folgenden Jahren wurden einige Tumralinanalysen veröffentlicht, die im Zusammensetzungsbereich von Oxy-Schörl liegen, darunter 1998 auch Turmaline aus der Typlokalität Přibyslavice.
Der Name Oxy-Schörl wurde 1999 von Hawthorne und Henry für einen aluminiumreichen Schörl mit O2− statt (OH)− eingeführt und 2011 von der International Mineralogical Association (IMA) anerkannt. Eine vollständige Beschreibung des Oxi-Schörls aus den beiden Typlokalitäten wurde zwei Jahre später publiziert.

## Klassifikation
In der strukturellen Klassifikation der International Mineralogical Association (IMA) gehört Oxy-Schörl zusammen mit Oxy-Dravit, Maruyamait, Povondrait, Bosiit, Chromo-Alumino-Povondrait, Oxy-Chrom-Dravit, Oxy-Vanadium-Dravit, Princivalleit, Vanadio-Oxy-Chrom-Dravit und Vanadio-Oxy-Dravit zur Alkali-Untergruppe 3 der Alkaligruppe in der Turmalinobergruppe.
Da der Oxy-Schörl erst 2011 als eigenständiges Mineral anerkannt wurde, ist er in der seit 1977 veralteten 8. Auflage der Mineralsystematik nach Strunz noch nicht verzeichnet. Die vorwiegend im englischen Sprachraum gebräuchliche Systematik der Minerale nach Dana kennt den Oxy-Schörl ebenfalls noch nicht.
Im Lapis-Mineralienverzeichnis nach Stefan Weiß, das sich aus Rücksicht auf private Sammler und institutionelle Sammlungen noch nach dieser alten Form der Systematik von Karl Hugo Strunz richtet, erhielt das Mineral die System- und Mineral-Nummer VIII/E.19-45. In der „Lapis-Systematik“ entspricht dies der Klasse der „Silikate und Germanate“ und dort der Abteilung der „Ringsilikate“, wobei in den Gruppen VIII/E.12 bis VIII/E.21 die Ringsilikate mit Sechserringen [Si6O18]12− eingeordnet sind. Oxy-Schörl bildet hier zusammen mit Adachiit, Bosiit, Chromdravit (heute Chrom-Dravit), Chromo-Aluminopovondrait (heute Chromo-Alumino-Povondrait), Darrellhenryit, Dravit, Elbait, Feruvit, Fluor-Buergerit, Fluor-Dravit, Fluor-Elbait, Fluor-Liddicoatit, Fluor-Schörl, Fluor-Tsilaisit, Fluor-Uvit, Foitit, Lucchesiit, Luinait-(OH) (heute diskreditiert), Magnesiofoitit, Maruyamait, Oxy-Chromdravit (heute Oxy-Chrom-Dravit), Oxy-Dravit, Oxy-Foitit, Oxy-Vanadiumdravit (heute Oxy-Vanadium-Dravit), Rossmanit, Schörl, Olenit, Povondrait, Tsilaisit, Uvit, Vanadio-Oxy-Chromdravit (heute Vanadio-Oxy-Chrom-Dravit), Vanadio-Oxy-Dravit die „Turmalin-Gruppe“ (Stand 2018).
Die von der IMA zuletzt 2009 überarbeitete 9. Auflage der Strunz’schen Mineralsystematik führt den Oxy-Schörl noch als hypothetisches Endglied in der Klasse 9 der „Silikate und Germanate“ und dort in der Abteilung C der „Ringsilikate“ auf. Diese ist weiter unterteilt nach der Größe, Verknüpfung und Verzweigung der Silikatringe, so dass das Mineral entsprechend seinem Aufbau in der Unterabteilung „K. [Si6O18]12−-Sechser-Einfachringe mit inselartigen, komplexen Anionen“ zu finden ist, wo es zusammen mit Ferri-Feruvit, Ferri-Uvit, Fluor-Chromdravit, Fluor-Schörl, Fluor-Dravit, Fluor-Elbait, Fluor-Foitit, Fluor-Mg-Foitit, Fluor-Olenit, Fluor-Rossmanit, Hydroxy-Buergerit (heute Buergerit), Hydroxy-Feruvit (heute Feruvit), Hydroxy-Liddicoatit (heute Liddicoatit), Hydroxy-Uvit (heute Uvit), Oxy-Chromdravit (heute Oxy-Chrom-Dravit), Oxy-Dravit, Oxy-Elbait (heute Darrellhenryit), Oxy-Ferri-Foitit, Oxy-Feruvit (heute Lucchesiit), Oxy-Foitit, Oxy-Liddicoatit, Oxy-Mg-Ferri-Foitit, Oxy-Mg-Foitit, Oxy-Rossmanit, Oxy-Uvit (heute Magnesio-Lucchesiit) noch zu den hypothetischen Endgliedern der „Turmalingruppe“ mit der System-Nr. 9.CK.05 gezählt wird.

## Chemismus
Oxy-Schörl ist das O2− Analog von Schörl bzw. das Eisen (Fe2+)-Analog von Oxy-Dravit und hat die idealisierte Zusammensetzung [X]Na[Y](Fe2+2Al)[Z]Al6([T]Si6O18)(BO3)3[V](OH)3[W]O, wobei [X], [Y], [Z], [T], [V] und [W] die Positionen in der Turmalinstruktur sind. Natürliche Schörle sind komplexe Mischkristalle mit variablen Gehalten der leichten Elemente Wasserstoff (H), Lithium (Li) und Bor (B) und enthalten neben verschiedenen weiteren Elementen fast immer auch dreiwertiges Eisen. Vollständige chemische Analysen erfordern daher eine Kombination verschiedener, aufwendiger Analysemethoden und werden selten durchgeführt. Für den Oxy-Schörl aus den Typlokalitäten wurden folgende Strukturformeln ermittelt:
- Zlatá Idka: [X](Na0,591◻0,306Ca0,103) [Y](Fe2+1,108Al1,885

Mn0,005Ti0,002) [Z](Al5,428Mg0,572) [T](Si5,06Al0,494)O18(BO3)3[V](OH)3 [W][O2−0,625F0,136(OH)0,236]
- Přibyslavice: [X](Na0,586◻0,391K0,006Ca0,017) [Y](Fe2+1,879Al1,013Mn0,015Ti4+0,093) [Z](Al5,732Fe3+0,078Mg0,190) [T](Si5,944Al0,056)O18(BO3)3[V](OH)3 [W][O2−0,579F0,307(OH)0,115][4]

Die Zusammensetzung von Oxy-Schörl variiert im Wesentlichen durch die Mischkristallbildung mit Schörl, Flour-Schörl, Oxy-Dravit und Foitit, entsprechend er Austauschreaktion:
- [W]O2− + [Y]Al3+ = [W](OH) + [Y]Fe2+ (Schörl)
- [W]O2− + [Y]Al3+ = [W]F + [Y]Fe2+ (Fluor-Schörl)
- [Y]Fe2+ = [Y]Mg2+ (Oxy-Dravit)
- [X]Na+ + [W]O2− = [X]◻ + [W](OH)− (Foitit)

Die exakte Klassifizierung schorlomitischer Turmaline ist kompliziert, da sie oft Oxy-Schörl und Foitit zu fast gleichen Anteilen enthalten und die (OH)-Gehalte schwierig genau zu bestimmen sind.

## Kristallstruktur
Oxy-Schörl kristallisiert mit trigonaler Symmetrie in der Raumgruppe R3m (Raumgruppen-Nr. 160) mit 3 Formeleinheiten pro Elementarzelle. Die Gitterparameter des natürlichen Mischkristalls aus Přibyslavice sind: a = 15,985(1) Å, c = 7,154(1) Å.
Die Kristallstruktur ist die von Turmalin. Natrium besetzt die von 9 bis 10 Sauerstoffen umgebene X-Position, die oktaedrisch koordinierte [Y]-Position ist gemischt besetzt mit zwei Eisen (Fe2+) und ein Aluminium (Al3+) und die kleinere, ebenfalls oktaedrisch koordinierte [Z]-Position enthält (Al3+) und, bei Mischkristallen mit Oxy-Dravit, Magnesium. Silizium (Si4+) besetzt die tetraedrisch koordinierte [T]-Position und die [W]-Anionenposition ist mit O2− statt Fluor (F−) oder OH besetzt.

## Bildung und Fundorte
Oxy-Schörl bildet sich bevorzugt bei der Metasomatose hellglimmerhaltiger Gesteine durch borhaltige Lösungen. Zweifelsfrei identifiziert wurde Oxy-Schörl bisher nur an wenigen Fundorten. Dennoch kann davon ausgegangen werden, dass dieser Turmalin weltweit verbreitet ist.
In der Typlokalität Zlatá Idka nahe Košice im Slowakischen Erzgebirge, Ostslowakei tritt Oxy-Schörl im metasomatisch veränderten, aluminiumreichen Granit auf. Er bildet hier fächerförmige Aggregate grünlich schwarzer, haarförmiger Kristalle von bis zu 2 cm Länge und tritt zusammen mit Quarz, Albit und Muskowit auf.
In der zweiten Typlokalität, ein Muskowit-Turmalin-Orthogneis bei Přibyslavice nahe Kutná Hora in der mittelböhmischen Region, Tschechien tritt Oxy-Schörl in From säuliger Kristalle von bis zu 1 cm Länge auf, die dünne Lagen oder unregelmäßige Aggregate formen. Er bildete sich primär magmatisch bei der Kristallisation des ursprünglichen Granits und wurde von der späteren amphibolithfaziellen Metamorphose etwas in seiner Zusammensetzung verändert. Vergesellschaftet ist er hier mit Kalifeldspat, Albit, Quarz, Muskowit, Biotit, Granat und Apatit.
Ein granulithfazieller Mylonit der Gneiss-Eklogit-Einheit aus der Umgebung von Forchheim bei Pockau im sächsischen Erzgebirge am nordwestlichen Rand der Böhmischen Masse führt neben Quarz, Feldspat und Granat auch schwarzen Turmalin von wenigen Millimetern Länge. Deren im Dünnschliff dunkelblaue Kerne bestehen aus Oxy-Schörl, für den Bildungsbedingungen von ~2,9 MPa und ~870 °C angegeben werden.
In Turmalin-Quarz-Knollen und Gängen des Granits bei Lavièky nahe Velké Meziříčí am Nordostrand des Tøebíè Durbachit Massifs in Tschechien ist Oxy-Schörl verbreitet.
Analysen von Turmalinen aus zahlreichen granitischen Pegmatiten unterschiedlicher Typen aus dem tschechischen Moldaunubicum (Böhmen, Mähren) ergaben, dass es sich bei diesen Turmalinen zumeist um Mischkristalle von ungefähr gleichen Anteilen Foitit und Oxy-Schörl handelt, mit geringeren Gehalten von Oxy-Dravit und Magnesio-Foitit. Demnach würden die Oxy-Schörl-Gehalte vieler foititischer Turmaline durch die verbreitete Annahme von 4(OH) pro Formeleinheit bei der Berechnung von Strukturformeln systematisch übersehen.